# Parahormius prontus
Parahormius prontus är en stekelart som beskrevs av Papp 1990. Parahormius prontus ingår i släktet Parahormius och familjen bracksteklar. Inga underarter finns listade i Catalogue of Life.